# 2126 Gerasimovich
Gerasimovich (asteróide 2126) é um asteróide da cintura principal, a 2,103868 UA. Possui uma excentricidade de 0,1197628 e um período orbital de 1 349,67 dias (3,7 anos).
Gerasimovich tem uma velocidade orbital média de 19,26563613 km/s e uma inclinação de 8,48673º.
Esse asteróide foi descoberto em 30 de Agosto de 1970 por Tamara Smirnova.